# Euonymus angulatus
Euonymus angulatus är en benvedsväxtart som beskrevs av Wight. Euonymus angulatus ingår i släktet Euonymus och familjen Celastraceae. Inga underarter finns listade.